# Pokal Nogometne zveze Slovenije 2007-2008
La Pokal Nogometne zveze Slovenije 2007./08. (in lingua italiana: Coppa della federazione calcistica slovena 2007-08), detta anche Pokal Hervis 2007./08. per motivi di sponsorizzazione, fu la diciassettesima edizione della coppa nazionale di calcio della Repubblica di Slovenia.
A vincere fu l'Interblock, al suo prima titolo nella competizione.

Questo successo diede ai lubianesi l'accesso alla Coppa UEFA 2008-2009.
Vi furono 2 capicannonieri con 5 reti ciascuno:
Zlatan Ljubljankić (Domžale) e Miran Pavlin (Olimpija Bežigrad).

## Partecipanti
Le 10 squadre della 1. SNL 2007-2008, più il Bela Krajina (10° in 1. SNL 2006-2007), sono ammesse di diritto. Gli altri 20 posti sono stati assegnati attraverso le coppe inter–comunali.
| Ammesse di diritto | Coppe inter–comunali | Coppe inter–comunali | Coppe inter–comunali | Coppe inter–comunali |
| Ammesse di diritto | Associazione         | Squadre              | Squadre              | Squadre              |
| --- | -------------------- | -------------------- | -------------------- | -------------------- |
| - 1. SNL 2007-2008: - Celje - Domžale - Drava Ptuj - Gorica - Interblock - Koper - Livar - Maribor - Nafta Lendava - Primorje - Posto in più: - Bela Krajina | MNZ Lubiana          | Olimpija Bežigrad    | Zagorje              | Ihan                 |
| - 1. SNL 2007-2008: - Celje - Domžale - Drava Ptuj - Gorica - Interblock - Koper - Livar - Maribor - Nafta Lendava - Primorje - Posto in più: - Bela Krajina | MNZ Maribor          | Malečnik             | Peca                 | Slivnica             |
| - 1. SNL 2007-2008: - Celje - Domžale - Drava Ptuj - Gorica - Interblock - Koper - Livar - Maribor - Nafta Lendava - Primorje - Posto in più: - Bela Krajina | MNZ Celje            | Dravinja             | Krško                |                      |
| - 1. SNL 2007-2008: - Celje - Domžale - Drava Ptuj - Gorica - Interblock - Koper - Livar - Maribor - Nafta Lendava - Primorje - Posto in più: - Bela Krajina | MNZ Capodistria      | Izola                | Ankaran Hrvatini     |                      |
| - 1. SNL 2007-2008: - Celje - Domžale - Drava Ptuj - Gorica - Interblock - Koper - Livar - Maribor - Nafta Lendava - Primorje - Posto in più: - Bela Krajina | MNZ Nova Gorica      | Adria                | Tolmin               |                      |
| - 1. SNL 2007-2008: - Celje - Domžale - Drava Ptuj - Gorica - Interblock - Koper - Livar - Maribor - Nafta Lendava - Primorje - Posto in più: - Bela Krajina | MNZ Murska Sobota    | Veržej               | Čarda                |                      |
| - 1. SNL 2007-2008: - Celje - Domžale - Drava Ptuj - Gorica - Interblock - Koper - Livar - Maribor - Nafta Lendava - Primorje - Posto in più: - Bela Krajina | MNZ Lendava          | Črenšovci            | Odranci              |                      |
| - 1. SNL 2007-2008: - Celje - Domžale - Drava Ptuj - Gorica - Interblock - Koper - Livar - Maribor - Nafta Lendava - Primorje - Posto in più: - Bela Krajina | MNZ Goreniska-Kranj  | Šenčur               | Triglav              |                      |
| - 1. SNL 2007-2008: - Celje - Domžale - Drava Ptuj - Gorica - Interblock - Koper - Livar - Maribor - Nafta Lendava - Primorje - Posto in più: - Bela Krajina | MNZ Ptuj             | Stojnci              | Bukovci              |                      |

### Calendario
| Turno         | Date              | Partite | Club    |
| ------------- | ----------------- | ------- | ------- |
| Primo turno   | 22 agosto 2007    | 9       | 30 → 21 |
| Secondo turno | 5 settembre 2007  | 5       | 21 → 16 |
| Ottavi        | 19 settembre 2007 | 8       | 16 → 8  |
| Quarti        | 24 ottobre 2007   | 4       | 8 → 4   |
| Semifinali    | 16/30 aprile 2008 | 4       | 4 → 2   |
| Finale        | 13 maggio 2008    | 1       | 2 → 1   |

## Primo turno
| Squadra 1         | Risultato             | Squadra 2        |
| ----------------- | --------------------- | ---------------- |
| Malečnik          | 4 – 0                 | Čarda            |
| Krško             | 9 – 1                 | Peca             |
| Bukovci           | 2 – 1                 | Veržej           |
| Stojnci           | 4 – 2                 | Slivnica         |
| Dravinja          | 4 – 2 (dts)           | Črenšovci        |
| Olimpija Bežigrad | 5 – 2                 | Adria            |
| Tolmin            | 2 – 2 (dts) (8-9 dtr) | Ankaran Hrvatini |
| Triglav           | 5 – 0                 | Zagorje          |
| Izola             | 4 – 1                 | Šenčur           |
| Odranci           | esentato              | Ihan ritirato    |

## Secondo turno
| Squadra 1        | Risultato   | Squadra 2         |
| ---------------- | ----------- | ----------------- |
| Krško            | 4 – 1       | Odranci           |
| Stojnci          | 1 – 4       | Dravinja          |
| Bukovci          | 0 – 5       | Malečnik          |
| Ankaran Hrvatini | 0 – 6       | Olimpija Bežigrad |
| Triglav          | 1 – 2 (dts) | Izola             |

## Ottavi di finale
Entrano le 10 squadre della 1. SNL 2007-2008, più il Bela Krajina.
| Squadra 1    | Risultato             | Squadra 2         |
| ------------ | --------------------- | ----------------- |
| Interblock   | 2 – 2 (dts) (5-4 dtr) | Primorje          |
| Celje        | 6 – 1                 | Izola             |
| Domžale      | 7 – 1                 | Malečnik          |
| Krško        | 1 – 3 (dts)           | Nafta             |
| Livar        | 1 – 4                 | Koper             |
| Drava Ptuj   | 0 – 1                 | Olimpija Bežigrad |
| Bela Krajina | 3 – 1                 | Gorica            |
| Maribor      | 4 – 1                 | Dravinja          |

## Quarti di finale
| Squadra 1    | Risultato | Squadra 2         |
| ------------ | --------- | ----------------- |
| Domžale      | 3 – 1     | Celje             |
| Interblock   | 3 – 1     | Nafta             |
| Bela Krajina | 0 – 1     | Koper             |
| Maribor      | 3 – 1     | Olimpija Bežigrad |

## Semifinali
| Squadra 1  | Totale | Squadra 2 | Andata | Ritorno |
| ---------- | ------ | --------- | ------ | ------- |
| Interblock | 5 – 3  | Koper     | 2 – 1  | 3 – 2   |
| Maribor    | 2 – 1  | Domžale   | 1 – 0  | 1 – 1   |

## Finale
| Arbitro: | Damir Skomina (Capodistria) |

| |            | |
| Rakovič 31’, 71’ | Marcatori  | 52’ Popović |
| Rozman Grabus Gerić (76' Rodić) Rakovič (65' Rujović) Pregelj Elsner (89' Zavrl) Jolić Zeljković Matić Salkić Grabić | Formazioni | Pridigar Mezga Fileković (47' Bačinović) Volaš Pavlović Popović Kubica Školnik Nilton Tavares Mihelič (75' Jelić) |
| Dragan Skočić | Allenatori | Branko Horjak |